# Кес Мајндерс
Корнелис Ламбертус Мајндерс (хол. Cornelis Lambertus Mijnders; Ајндховен, 28. септембар 1912 — Дордрехт, 1. април 2002) био је холандски фудбалски нападач, који је играо за Холандију на светском првенству 1934. На клупском нивоу је играо за ДФЦ.